# Placówka Straży Granicznej I linii „Rochy”
Placówka Straży Granicznej I linii „Rochy” – jednostka organizacyjna Straży Granicznej pełniąca służbę ochronną na granicy polsko-niemieckiej w okresie międzywojennym.

## Formowanie i zmiany organizacyjne
Rozporządzeniem Prezydenta Rzeczypospolitej Polskiej Ignacego Mościckiego z 22 marca 1928 roku, do ochrony północnej, zachodniej i południowej granicy państwa, a w szczególności do ich ochrony celnej, powoływano z dniem 2 kwietnia 1928 roku  Straż Graniczną.
Rozkazem nr 3 z 25 kwietnia 1928 roku w sprawie organizacji Wielkopolskiego Inspektoratu Okręgowego dowódca Straży Granicznej gen. bryg. Stefan Pasławski  określił strukturę organizacyjną komisariatu SG „Krotoszyn”. Placówka Straży Granicznej I linii „Rochy” znalazła się w jego strukturze.
Rozkazem nr 11 z 9 stycznia 1930 roku reorganizacji Wielkopolskiego Inspektoratu Okręgowego komendant Straży Granicznej płk Jan Jur-Gorzechowski ustalił numer i nową organizację komisariatu Straży Granicznej „Krotoszyn”. Placówka Straży Granicznej I linii „Rochy” w nim nie występuje. Występuje natomiast placówka Straży Granicznej I linii „Ruda”.
Rozkazem nr 3/31 zastępcy komendanta Straży Granicznej płk Emila Czaplińskiego z 5 sierpnia 1931 roku przeniesiono placówkę I linii „Ruda” do Bestwina.

## Służba graniczna
Sąsiednie placówki:
- placówka Straży Granicznej I linii „Zmysłowo” ⇔ placówka Straży Granicznej I linii „Zduny” − 1928